# Kim Kashkashian
Kim Kashkashian (* 31. srpna 1952 Detroit) je americká violistka arménského původu.

## Život a kariéra
Hru na vilu studovala u známe pedagožky Karen Tuttle. Kashkashian za svou interpretaci získala mnohá ocenění, například Edisonovu cenu (1999) a Cenu Grammy za nejlepší klasické instrumentální sólo (2013) za album Kurtág / Ligeti: Music for Viola (2012). Mezi hudební skladatele, se kterými spolupracuje, patří Peter Eötvös, Krzysztof Penderecki, Sofia Gubajdulina či Tigran Mansurian.
Vyučuje na New England Conservatory of Music v Bostonu; v minulosti učila v Berlíně a Freiburgu. K jejím žákům patří například Julia Rebekka Adler, Sheila Browne, Lim Soon Lee nebo Diemut Poppen.

## Diskografie (výběr)
- 1986 Elegies (s Robertem Levinem)
- 1995 Ulysses' Gaze Soundtrack
- 2000 Hommage à Robert Schumann
- 2000 Lachrymae
- 2000 Bartok / Eötvös / Kurtág
- 2003 Hayren